# Lepidostoma pugnax
Lepidostoma pugnax is een schietmot uit de familie Lepidostomatidae. De soort komt voor in het Palearctisch gebied.
Deze schietmot staat bekend om zijn vlugheid.